# الأساطير الإنجليزية

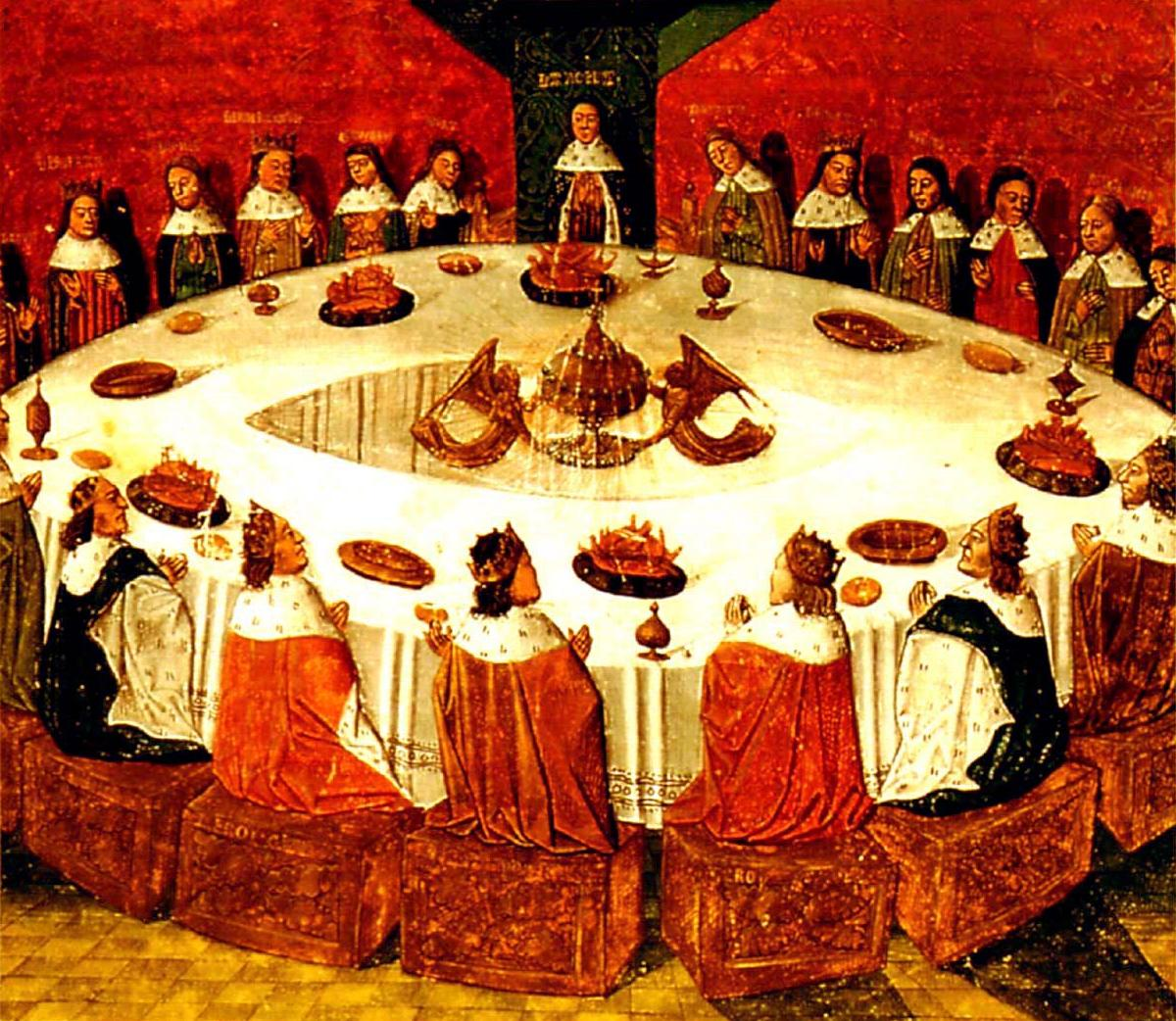
الملك آرثر وفرسان المائدة المستديرة

الأساطير الإنجليزية هي مجموعة من الأساطير المتعلقة بـتاريخ إنجلترا، تلك الأساطير قد يضاف اليها تفاصيل جديده خلال الازمنة وقد يتم حذفها أو تحريفها أو تفسيرها بشكل مختلف وقد تحصل على عدة روايات للأسطورة الواحدة. هذه الروايات تتعلق بالعادات الشعبية التي تطورت في إنجلترا بعد الفتح النورماندي، والأساطير الأنجلو ساكسونية والأساطير المسيحية والأساطير الكلتية. التي ترتبط بدورها بالأساطير البريطانية القديمة وويلزية كأسطورة بروتوس الطروادي وأساطير الملك أرثر.

## شخصيات وأساطير بارزة
- ألفريد العظيم (849-899): في عام 878، هزم جيش هيثين العظيم في معركة إدينجتون موحد إنجلترا وقاد جيوشه ضد حملات الفايكينغ.[1]
- الملك آرثر (أواخر القرن الخامس وأوائل القرن السادس الميلادي): القائد الأسطوري لبريطانيا. وفقا لمؤرخين القرون الوسطى إنه قام بقيادة فرسان الطاولة المستديرة للدفاع عن بريطانيا ضد الساكسون الغزاة.[2]
- اثيلستون (منتصف أو أواخر القرن الرابع عشر): قصة شعرية رومانسية من القرون الوسطى تتعلق مواضيعها بالملكية والعدالة والسياسة وكيف يتم تطبيق القانون في عهد ريتشارد الثاني.[3]
- بيوولف (يعود تاريخها إلى القرن الثامن وأوائل القرن الحادي عشر): هي ملحمة شعرية وطنية إنجليزية قديمة تمتاز بأسلوب المعلى. العمل الأصلي لم يحمل اسماً فعرفت القصيدة باسم الشخصية الرئيسية بيوولف. تعد القصيدة أقدم عمل أدبي إنجليزي من الأدب الأنجلو ساكسوني.[4]
- السير بيفيس من هامبتون (يعود تاريخه إلى النصف الأول من القرن الثالث عشر): السير هو بطل إنجليزي أسطوري لقصة شعرية رومانسية قديمة.[5]
- بروتوس الطروادي، أو بروت تروي (يعود تاريخه إلى القرن التاسع: هو بطل أسطوري وسليل أينياس بطل طروادة، وعرف في التاريخ القروسطي البريطاني بأنه مؤسس مملكة بريطانيا وهو من سماها وأول ملك عليها. تظهر هذه الأسطورة أول مرة في كتاب تاريخ البريطانيين. ولكنه معروف أكثر من سجلات جيفري مونماوث من القرن الثاني عشر في كتابه تاريخ ملوك بريطانيا.[6]
- فولك فيتزوارين (1160-1258): بطل الأسطورة من القرون الوسطى تتحدث عن حياة فولك كخارج عن القانون والمتاعب التي واجهها للحصول على حقه الشرعي للوراثة قصر وايتتنقتون من الملك جون.[7]
- حكاية جاميلين (يعود تاريخها إلى عام 1350): قصة تتحدث عن جاميلين في عصر الملك إدوارد الأول وكيف يواجه المصاعب لأستعادة حقه لوراثة أخيه الأكبر. كتبت القصة باللغة الإنجليزية الوسطى.[8]
- غوي دي وارويك (يعود إلى القرن الثالث عشر): بطل إنجليزي أسطوري.[9]
- هافيلوك ذا دين، أوهافيلوك أو لاي أوف هافيلوك ذا دين (بين 1280 و 1290): القصة مستمدة من نصين أنجلو نورماندي سابقين.[10]
- هينجيست وهورسا (القرن الخامس): الإخوين الأسطوريين يقال عنهم انهم هم من قادوا قبائل الانجلو الساكسون واليوت لاحتلال بريطانيا في العصر الخامس. مات هورسا وهو يقاتل البريطانيين واستطاع اخوه هينجيست من احتلال كينت وأصبح بهذا أول حكامها. وأيضا ظهرت شخصية باسم هينجيست في حكايات بيوولف وسجلات فينسبيرق.[11]
- الملك هورن (يعود تاريخها إلى منتصف القرن الثالث عشر): الرومانسية الفروسية في اللغة الإنجليزية الوسطى؛ تعتبر جزء من مسألة إنجلترا. يعتقد أنه أقدم الرومانسية الموجودة في اللغة الإنجليزية الوسطى.[12]
- سيدة جوديفا (يعود تاريخها إلى القرن الثالث عشر على الأقل): امرأة نبيلة إنجليزية، وفقًا لأسطورة، ركبت عارية - مغطاة فقط بشعرها الطويل - عبر شوارع كوفنتري تطالب بالصفح عن زوجها الذي فرض ضرائب قمعية على مستأجرين. نشأ مصطلح «Peeping Tom» من هذه الأسطورة، حيث شاهد رجل يدعى توماس رحلتها وأصيب بالعمى أو مات.[13]
- روبن هود (يعود تاريخه إلى سبعينيات القرن التاسع عشر): هو شخصية إنجليزية برزت في الفلكلور إلانجليزي وهي تمثل فارسا شجاعا، مهذبا، طائشا وخارجا عن القانون، عاش في العصور الوسطى وكان يتمتع ببراعة مذهلة في رشق ورمي السهام. تمثل أسطورة روبن هود في العصر الحديث شخصا قام على سلب وسرقة الأغنياء لأجل إطعام الفقراء، بالإضافة لذلك حارب روبن هود الظلم والطغيان. كان يعمل هو ومجموعته القوية المسمية الميري مين. عاش في غابات شيروود ضد شريف نوتينغهام، ويستمر تمثيله في الأدب والسينما والتلفزيون.[14]
- شيفا (التواريخ، يمكن القول، إلى القرن السادس): أسطورة قديمة عن الملك الومباردي الإنجليزي عن طفل غريب يخرج من البحر بزورق.[15]
- ولثوف من ميلروز (1095 - 1159): رئيس القديسين الإنكليزي في القرن الثاني عشر؛ ولد للنبلاء الإنجليز شديد العطف على الفقراء.[16]
- ايلاندز سميث (مواعيد ل 8TH القرن): الحداد الأسطوري الذي يظهر في Deor Waldere، و بيوولف. الأسطورة مستوحاة من فرانكس كاسكيت.[17]

## الأساطير الإنجليزية في الأدب الإنجليزي
- حكايات آرثرية: انظر الملك آرثر.[18]
- حكايات روبن هود ورجاله المرحين: انظر روبن هود.[19]
- أعمال CS Lewis (1898–1963).[20]
- أعمال ويليام شكسبير (1564–1616).[21]
- أعمال JRR Tolkien (1892–1973).[22]

## روابط خارجية
- ألفريد الكبير - المكتبة البريطانية
- توماس مالوري لو مورت دارثر - المكتبة البريطانية
- بيوولف - المكتبة البريطانية
- ليامون رومان دي بروت - المكتبة البريطانية